# Giro di Romagna 1956
Il Giro di Romagna 1956, trentaduesima edizione della corsa, si svolse il 6 maggio 1956 su un percorso di 247 km. La vittoria fu appannaggio dell'italiano Pierino Baffi, che completò il percorso in 6h47'20", precedendo i connazionali Giuseppe Minardi e Bruno Monti.

## Ordine d'arrivo (Top 10)
| Pos. | Corridore           | Squadra        | Tempo    |
| ---- | ------------------- | -------------- | -------- |
| 1    | Pierino Baffi       | Nivea-Fuchs    | 6h47'20" |
| 2    | Giuseppe Minardi    | Leo-Chlorodont | s.t.     |
| 3    | Bruno Monti         | Atala          | s.t.     |
| 4    | Marcello Pellegrini | Bottecchia     | s.t.     |
| 5    | Cleto Maule         | Torpado        | s.t.     |
| 6    | Guido Boni          | Nivea-Fuchs    | s.t.     |
| 7    | Danilo Barozzi      | Atala          | s.t.     |
| 8    | Adriano Zamboni     | Torpado        | s.t.     |
| 9    | Gilberto Dall'Agata | Torpado        | s.t.     |
| 10   | Riccardo Filippi    | Ignis          | s.t.     |